# Aschach (Freudenberg)
Aschach ist ein Gemeindeteil der Oberpfälzer Gemeinde Freudenberg im Landkreis Amberg-Sulzbach in Bayern.

## Geografie
Das Pfarrdorf liegt circa sechs Kilometer nordöstlich von Amberg in den östlichen Ausläufern der Fränkischen Alb auf einer Höhe von 470 m. Westlich des Ortes fällt das Gelände zum Tal des Krumbaches ab, einem linken Nebenfluss der Vils. Nördlich steigt das Relief in dem ausgedehnten Waldgebiet der Tannach bis auf 567 m an. Etwa 20 km östlich beginnt der Höhenzug des Oberpfälzer Waldes.

## Geschichte
In den Jahren 1085–1088 wurde Aschach erstmals urkundlich von Heinricus de Ascha erwähnt. Der Name Aschach geht offensichtlich aus den mittelhochdeutschen Bezeichnungen für Eschen und Flüsse hervor und bedeutet die Siedlung bei den Eschen an der Ache. Die Gegend um Aschach war schon zur Bronzezeit besiedelt. In der Nähe von Aschach befinden sich im Kirschenholz, auf dem Pfarracker und im Kohlholz ungefähr 30 keltische Hügelgräber. Sie gehören wahrscheinlich der Hallstattzeit aus dem ersten vorchristlichen Jahrtausend an und sind als Bodendenkmale geschützt.:6
Im Salbuch von Herzog Ludwig dem Strengen (um 1280) wird im Amt Amberg der Ort „Acha“ genannt, wobei zwei Höfe als alte herzogliche Güter neben neu erworbenen Gütern des Hauses Ortenburg-Murrach genannt werden. Nach einer Urkunde vom 21. November 1323 erhielt das von Ludwig dem Bayern gestiftete Spital in Amberg einen Hof zu Aschach.
Aschach ist eng mit der Geschichte Ambergs verbunden. Im 11. Jahrhundert kam Aschach zusammen mit Amberg in das Gebiet der Grafen von Sulzbach. 1188 ging Aschach an die Söhne des Kaisers Friedrich I. und fiel nach deren Tod 1191 wieder an Bamberg zurück. 1326 erschien Aschach im Urbar des Vicedomamtes Lengenfeld. Mit den Vertrag von Pavia 1329 kam Aschach als Teil des bayerischen Nordgaues (heutige Oberpfalz) zur Kurpfalz.
In den Jahren 1633–1634 trat die Pest verheerend in Amberg und Umgebung auf. Deshalb bauten Ambergs Bürger eine Mariahilfkapelle auf dem nahe gelegenen Mariahilfberg, dafür lieferte der Schmied von Aschach 1634 2000 Brettnägel und 1642 abermals 4500 Nägel. Im Spanischen Erbfolgekrieg kam Aschach am 29. Oktober 1703 mit dem gesamten Kurbayern unter österreichische Regierung. Im Jahre 1745 kam Aschach mit Amberg wieder zurück an Bayern.
Das bayerische Urkataster zeigt Aschach in den 1810er Jahren mit 37 Herdstellen westlich der katholischen Kirche St. Ägidius und ihrem ummauerten Gottesacker.:8
1837 wurde Aschach dem Regierungsbezirk Oberpfalz zugeteilt, seit 1862 gehört es zum Bezirksamt Amberg, ab 1939 zum Landkreis Amberg und ab 1972 zum Landkreis Amberg-Sulzbach.
Schwere Zeiten und großes Leid brachten, wie im ganzen Land, die beiden Weltkriege. Von den zahlreichen gefallenen und vermissten Bürgern der Gemeinde Aschach zeugt das im Jahre 1925 erbaute Kriegerdenkmal am Aufgang zur Kirche.
Am 1. April 1971 wurde die Gemeinde ein Teil der Gemeinde Freudenberg. Die Ortschaft zählt derzeit 851 Einwohner (Stand: 30. Juni 2019).

### Kirchengeschichte in Aschach
1313 wurde ein „Chunradus als plebanus“ in Aschach genannt. In einer Regensburger Dombaurechnung aus dem Jahre 1459 wird Aschach als Sitz eines Dekanats erwähnt.
Die Diözesanmatrikel von 1916 nennt als ersten Satz: „Amberg stand einst im Abhängigkeitsverhältnis von Aschach“. Dagegen informiert aber der Matrikel von 1997, dass dies quellenmäßig nicht belegt werden kann. Ob also wirklich die an der Vils lebenden Amberger nach Aschach in die Kirche gehen mussten, kann nicht beantwortet werden. Dies gilt auch für die Annahme, dass Aschach früher zwei Kirchen, St. Ägidius und St. Oswald, besaß. Es geht auf den Eintrag in den Matrikel von 1665 zurück und beruht wahrscheinlich auf eine Verwechslung von Aschach mit der Pfarrei Asch in Böhmen. In einer Ansicht aus dem Jahr 1589, gefertigt von Hans Kannlpaldung, sind zwei Türme zu sehen. Auf der historischen Karte von 1681 ist aber nur mehr die Vorgängerkirche St. Ägidius ersichtlich.

### Schule in Aschach
Das Pfarrdorf Aschach hatte schon früh eine Schule. Vermutlich besaß Aschach schon um 1660 ein Schulhaus. Die erste Erwähnung eines Schullehrers, Georg Schmid, war im Jahre 1628. 1840 erfolgte ein Anbau an das bestehende Schulhaus. 1875 wurde der Neubau einer Schule in unmittelbarer Nähe der bisherigen, außerhalb der Friedhofes in Angriff genommen. 1962 wurde in Aschach ein modernes neues Schulhaus am Hohlweg, vorsorglich mit zwei Schulsälen gebaut, denn im Schuljahr 1963/64 wurde die Schule in Aschach zweiklassig. Das alte Schulhaus an der Kirche ist nun im Kirchenbesitz. Ab 1966 kam es zu einem Schulverband Aschach-Raigering. 1982 wurde das Schulhaus in Lintach erweitert und alle Aschacher Schüler wechselten nach Lintach und Freudenberg (bzw. 1982 in die Dreifaltigkeisschule Amberg). Das Schulhaus von 1962 wurde veräußert.

## Bauwerke
An historischer Bausubstanz ist in Aschach nicht viel erhalten geblieben. Neben der romanisierenden Kirche aus den 1750er Jahren, deren Pfarrhaus und dem Friedhof sind lediglich Bestandteile der mittelalterlichen Befestigung der Burgruine Aschach erhalten, die in ein Wohnhaus am Hainlranger integriert und als Baudenkmale geschützt sind.:1

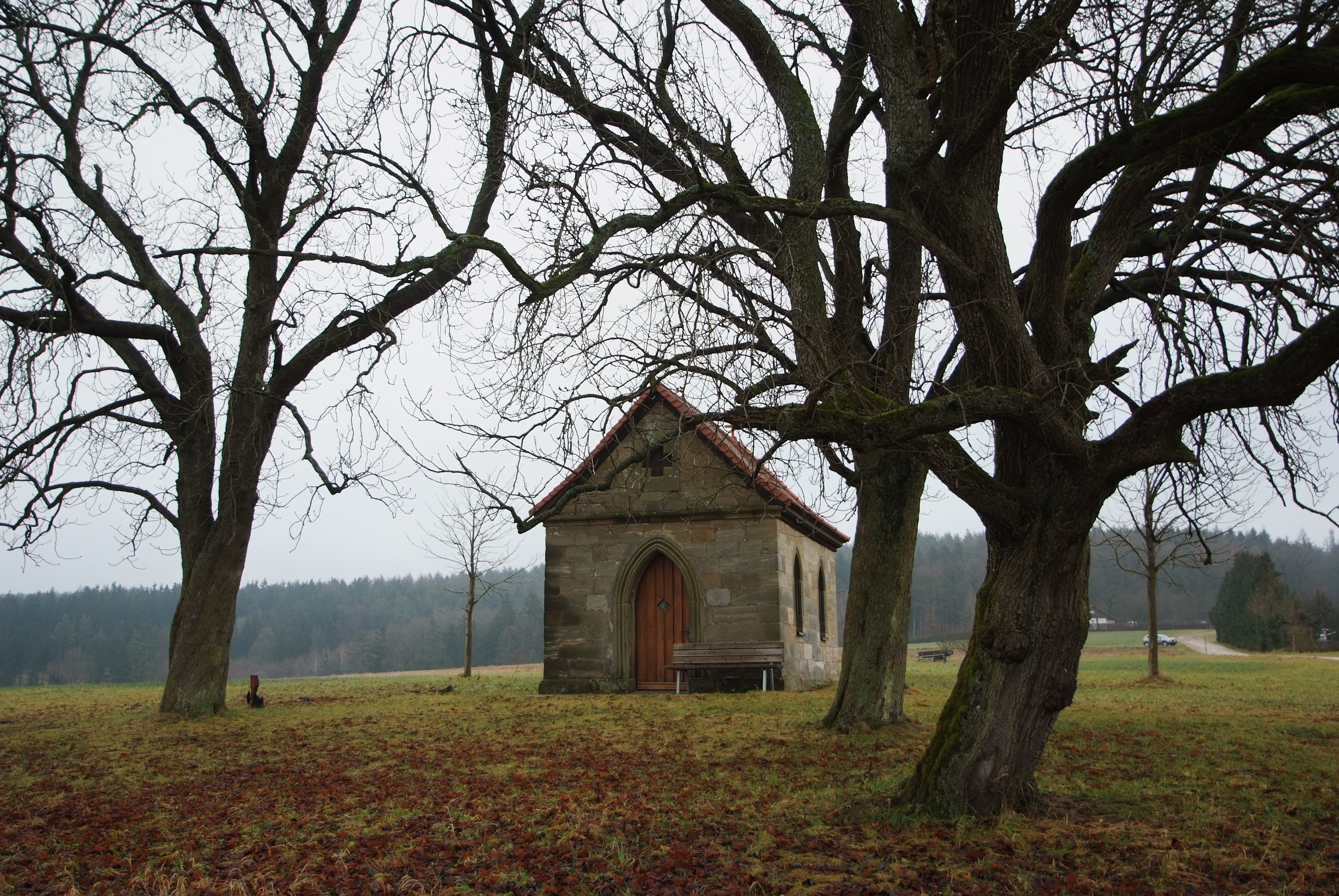
Donatuskapelle

Nur wenige hundert Meter nordöstlich des historischen Ortskernes steht die frühneuzeitliche Donatuskapelle, die 1848 im neugotischem Stil erbaut wurde und ebenfalls unter Denkmalschutz steht.
Siehe auch: Liste der Baudenkmale in Aschach

### Pfarrkirche St. Ägidius
Im Jahr 1749 wurde die Vorgängerkirche abgerissen und an ihrer Stelle das Langhaus unter Maurermeister Joseph Wolf gebaut (Bauzeit: 1749 bis 1755). Elf Jahre später brach man auch den alten Turm ab und er wurde durch Wolfgang Diller im Stil der Zeit mit einer barocken Zwiebel versehen. In diesem Turm wurde auch der Chor mit Hochaltar einbezogen. Nachdem die Zwiebel bei einem Sturm herabgestürzt war, erhielt der Turm seinen heutigen Spitzhelm. 1788 malte Georg Grotz aus Amberg das Hochaltarbild. 1761 baute der Amberger Orgelbauer Johann Konrad Funtsch eine Orgel. Das heutige Instrument wurde im Jahr 1899 von der Firma Binder & Siemann aus Regensburg als op. 71 erbaut. Im Glockenstuhl des Turmes hängen insgesamt vier Glocken mit einem Gesamtgewicht von 2200 kg:
- Dreifaltigkeitsglocke, 600 kg (1950, alte Glocke im Zweiten Weltkrieg eingeschmolzen)
- Marienglocke, 300 kg (1950, alte Glocke im Zweiten Weltkrieg eingeschmolzen)
- Ägidiusglocke, 230 kg (1950, alte Glocke im Zweiten Weltkrieg eingeschmolzen)
- Sebastiansglocke, 180 kg (1921) (Sterbeglocke)

St. Ägidius gehört zu den vierzehn Nothelfern und gilt als Beschützer vor Feuerbrünsten und Naturkatastrophen, Pest und Aussatz. Er ist Patron der Hirten und der stillenden Mütter.

### Pfarrhof
1585 wurde der Pfarrhof erbaut. Er besteht aus dem Wohnhaus (1585), einem Nebengebäude (1758) und einer Scheune.

### Kapelle St. Donatus
Am 11. Juli 1845 wurde die bischöfliche Genehmigung für eine Bau einer Kapelle zu Ehren des Heiligen Donatus erteilt. Die Kapelle wurde 1846/47 erbaut und im Juli 1847 eingeweiht. Die Kapelle ist mit einem neugotischen Altar ausgestattet. Alljährlich Mitte Juli findet das Donatusfest unter den Schatten spendenden Kastanienbäumen statt.

### Burg Aschach
Gegenüber der Pfarrkirche St. Ägidius befinden sich Überreste einer abgegangenen Burg, einer der ältesten im Raum um Amberg. Die Anlage verkörpert anschaulich den Typ der früh- und hochmittelalterlichen Turmburg, die Wohn- und Wehrfunktion in einem Gebäude vereint. Auf einer Ansicht von 1589 ist die Burg von einer Ringmauer mit gedecktem Wehrgang umgeben, die jedoch schon zu Beginn des 17. Jahrhunderts niedergelegt wurde. 1634 steckten die Schweden die Burg in Brand. 1862 brach man den Turm bis auf das Untergeschoss ab und errichtete darauf ein einstöckiges Gebäude, das einem Neubau wich. Dabei orientierte man sich an der Baugestalt der mittelalterlichen Anlage. Das Areal ist in Privatbesitz.
Die Burg war Stammsitz der Aschacher, eines Adelsgeschlechts. Der erste greifbare Vertreter der Familie war ein „Heinricus de Aschach“, genannt um das Jahr 1085.

## Vereine und Veranstaltungen

### Vereine
- Freiwillige Feuerwehr Aschach
- Katholischer Burschenverein Aschach
- Obst- und Gartenbauverein Aschach-Raigering
- Stopselclub Aschach
- Eisstockverein Aschach
- Katholischer Frauenbund Aschach-Raigering

### Veranstaltungen
- Kirwa (jeweils am letzten Wochenende im August)
- Dorffest
- Donatusfest
- Dorfweihnacht
- Johannisfeuer